# Vincent Mendy
Pour les articles homonymes, voir Mendy.
Vincent Mendy, né le 4 mai 1983 à Dakar, au Sénégal, est un joueur français de basket-ball. Il évolue au poste de pivot. Il mesure 2,06 m.

## Biographie
Le 24 juin 2011, il s'engage avec Liévin en Nationale 1.
Le 22 octobre 2012, il signe à Chartres en Nationale 1. Chartres termine 11e du championnat et se maintient dans le troisième championnat français. Cependant, à la fin de la saison, il quitte Chartres.
Le 12 août 2013, il rejoint l'Union des Clubs Annéciens de Basket en Nationale 3,.
Le 6 juin 2014, il signe pour deux ans à l'Union Sainte-Marie Metz Basket en Nationale 2.

## Palmarès

### En club
- Vainqueur de la Semaine des As 2005 avec Nancy